# Chloé Dufour-Lapointe
Chloé Dufour-Lapointe (Montréal, 2 dicembre 1991) è una sciatrice freestyle canadese.
È sorella di Maxime e Justine Dufour-Lapointe, a loro volta sciatrici freestyle di alto livello.

## Biografia
In Coppa del Mondo ha esordito il 13 dicembre 2007 a Tignes (10ª), ha ottenuto il primo podio il 18 marzo 2009 a La Plagne (3ª) e la prima vittoria il 19 gennaio 2014 a Val Saint-Côme.
Ha preso parte a due edizioni dei Giochi olimpici: a Vancouver 2010 ha chiuso al quinto posto nelle gobbe ed a Soči 2014 ha conquistato la medaglia d'argento nella medesima specialità, battuta dalla sorella Justine mentre Maxime si è classificata in dodicesima posizione.
Ha inoltre partecipato a quattro edizioni dei campionati mondiali, vincendo due medaglie nella specialità delle gobbe in parallelo: l'argento a Deer Valley 2011 e l'oro a Voss-Myrkdalen 2013.
Nel 2018 ha preso parte alle Olimpiadi di Pyeongchang, venendo eliminata nel primo turno della finale e classificandosi diciassettesima nella gara di gobbe.

## Palmarès

### Olimpiadi
- 1 medaglia:
  - 1 argento (gobbe a Soči 2014)

### Mondiali
- 2 medaglie:
  - 1 oro (gobbe in parallelo a Voss 2013)
  - 1 argento (gobbe in parallelo a Deer Valley 2011)

### Mondiali juniores
- 2 medaglie:
  - 1 oro (gobbe in parallelo a Airolo 2007)
  - 1 bronzo (gobbe a Airolo 2007)

### Coppa del Mondo
- Miglior piazzamento in classifica generale: 5ª nel 2015 e nel 2016.
- Vincitrice della Coppa del Mondo di gobbe nel 2016.
- 25 podi:
  - 2 vittorie;
  - 12 secondi posti;
  - 11 terzi posti.

#### Coppa del Mondo - vittorie
| Data            | Luogo          | Paese  | Disciplina |
| --------------- | -------------- | ------ | ---------- |
| 19 gennaio 2014 | Val Saint-Côme | Canada | MO         |
| 30 gennaio 2016 | Calgary        | Canada | MO         |

Legenda:

MO = gobbe